# Ист Фармингдејл (Њујорк)
Ист Фармингдејл (енгл. East Farmingdale) насељено је место без административног статуса у америчкој савезној држави Њујорк.

## Демографија
По попису из 2010. године број становника је 6.484, што је 1.084 (20,1%) становника више него 2000. године.
| Група             | 2000.         | 2010.         |
| Белци             | 3.624 (67,1%) | 3.875 (59,8%) |
| Афроамериканци    | 801 (14,8%)   | 811 (12,5%)   |
| Азијати           | 221 (4,1%)    | 333 (5,1%)    |
| Хиспаноамериканци | 687 (12,7%)   | 1.353 (20,9%) |
| Укупно            | 5.400         | 6.484         |